# Gretel Adorno
Gretel Adorno (nascida Margarete Karplus; Berlim, 10 de junho de 1902 – Frankfurt am Main, 16 de julho de 1993) foi uma química e intelectual alemã da Escola de Frankfurt da teoria crítica. Era casada com o filósofo, sociólogo e músico Theodor W. Adorno.

## Biografia
Gretel Karplus era neta do industrial vienense Gottlieb Karplus, filha de Joseph e Amalie Karplus. Tinha uma irmã, Liselotte, que como ela também realizou o doutorado. A casa onde passou a infância era situada em Prinzenallee, próxima a Tiergarten.:55
Ela obteve o doutorado em química pela Universidade Humboldt de Berlim, onde estudou entre 1921-1925 e após defender a dissertação intitulada "Über die Einwirkung von Calciumhydrid auf Ketone" ("Sobre a influência do carbonato de cálcio na cetona", em livre tradução).:58 Contando apenas vinte e três anos de idade ela ainda obteve doutorado em filosofia e em outros dois cursos menores - nos três summa cum laude.:58
Nos dias como universitária em Berlim e antes de se relacionar com Adorno, Gretel manteve várias amizades com grande intelectuais alemães da década de 1920, que incluíam Ernst Bloch e Bertolt Brecht.:55
Após obter seus doutorados, ela continuou a residir em Berlim e manteve sua independência financeira até quando ela e Adorno foram forçados a emigrar da Alemanha Nazi para os Estados Unidos, em 1937.:56 Quando a empresa da família fora liquidada em 1933 ela se tornou co-proprietária da firma Georg Tengler até 1936 quando esta empresa também foi fechada por motivos não conhecidos; o sócio majoritário Tendler morrera em 1934 e ela foi responsável pelos cerca de duzentos empregados até o fechamento: Boeckmann informa que os registros da Câmara de Comércio daquele período foram parcialmente destruídos.:60-61 Ele ainda registra que sua renda teve um crescimento entre 1933 a 1935, vindo a declinar no ano seguinte.:61

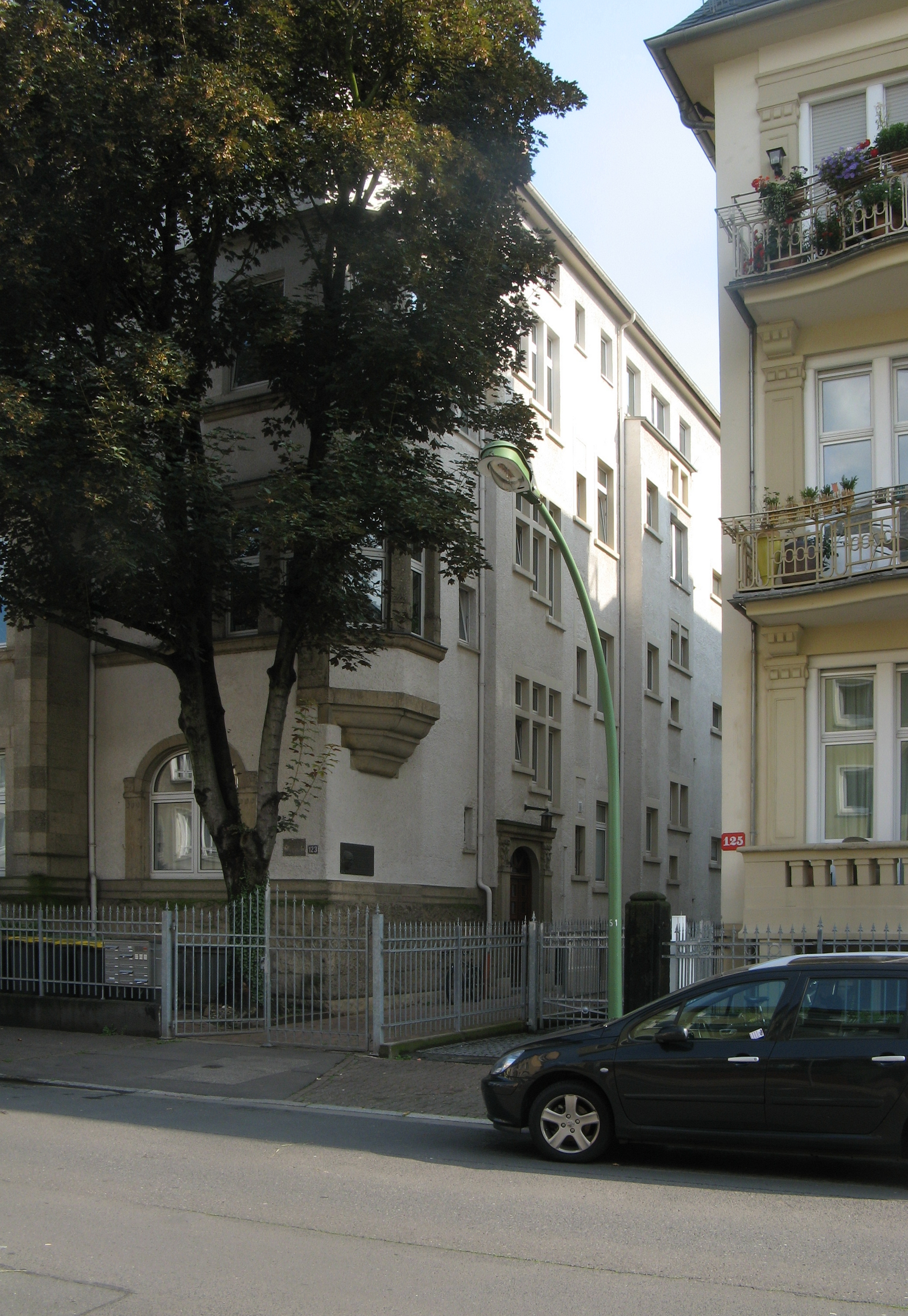
49 bis 69 Hettenhofweg, Frankfurt, casa onde os Adorno viveram após 1949

Se casou com Adorno em 1937, após um namoro que durou catorze anos.
Ele foi infiel a ela, sobretudo no tempo em que moraram em Los Angeles e ele registra em seu diário encontros com uma mulher chamada "Carol". O biógrafo de Adorno, Stefan Müller-Doohm, cita vários outras amantes, incluindo um relacionamento com Reneé Nell durante os anos em L.A.,:302-303 com uma advogada chamada 'Eva' e com uma amiga da família chamada 'Arlette' que viajara com eles num feriado na Suíça.:62-63 Não somente o marido escrevia sobre isso no seu diário, como ela também falava dos casos do esposo nas cartas enviadas à mãe, e o casal teve algumas discussões sobre isso.:62-3
Durante uma onda de protestos estudantis em Frankfurt, Adorno faleceu de ataque cardíaco em agosto de 1969. Gretel então escrevera uma nota no jornal Frankfurter Rundschau: “Theodor  W.  Adorno,  nascido em 11 de setembro de 1903, morreu tranquilamente em sua cama em 6 de agosto de 1969.” :1
Na Escola de Frankfurt Gretel assistiu ao marido e seu parceiro intelectual Max Horkheimer no preparo dos manuscritos da Dialética do Iluminismo. Ambos registraram sua "preciosa ajuda" para o trabalho, no prefácio da mesma.:x
Sua ajuda na gravação e edição dos rascunhos verbais e escritos de Dialética do Iluminismo não foi a primeira nem a última vez que ela trabalhou ao lado de Adorno e Horkheimer em suas atividades intelectuais. A partir de 1937, ano em que Gretel se casou com Adorno, ela ajudou em quase todos os rascunhos iniciais das obras de Adorno, que lhe foram ditadas e taquigrafadas. Sua ajuda ao marido se deu sobretudo durante o exílio estadunidense, quando Adorno se recusava a escrever em inglês, o que demonstra que ela teve que realizar toda a tradução naquele idioma.:117
Após a morte do marido, que deixara inacabada a obra Teoria Estética, ela e o aluno dele Rolf Tiedemann concluíram e publicaram esse trabalho.
Gretel possuía problemas crônicos de saúde que os médicos não conseguiam diagnosticar com precisão; eles são frequentemente mencionados em suas cartas.